# Verkehrsleitzentrale
Eine Verkehrsleitzentrale (VLZ) ist eine Einrichtung zur Verkehrssicherung und Verkehrslenkung von Verkehrsströmen eines Verkehrssystems in Echtzeit. Mit Hilfe der Verkehrstelematik werden Informationen zum Verkehrsgeschehen gesammelt, ausgewertet und zu einem Abbild der aktuellen Verkehrssituation zusammengefügt, um regelnd und lenkend eingreifen zu können. Als Infrastrukturelement ist die VLZ ein Kontrollraum für das Verkehrsmanagement eines Verkehrsträgers und wird daher auch als Verkehrsmanagementzentrale (VMZ) bezeichnet. Bei einigen Verkehrsträgern ist für eine solche Leitstelle auch die Kurzform Verkehrszentrale in Gebrauch.

## Hintergrund
Das Bevölkerungswachstum hat bei allen Verkehrsträgern zu einem Wechselspiel von Ausbau der Verkehrsinfrastruktur und Zunahme des Verkehrsaufkommens geführt. Jedoch hat sich gezeigt, dass der Ausbau eines Verkehrssystems langfristig zu mehr Verkehr führt und letztlich das Angebot von Verkehrsinfrastruktur nicht der Nachfrage gerecht wird. In der Fachwelt wird dies als Induzierter Verkehr bezeichnet und im Volksmund hat sich dafür der Slogan: „Wer Straßen sät, wird Verkehr ernten“ etabliert. Dadurch ist der Platz auf der Straße, der Schiene, in der Luft und zu Wasser immer knapper geworden. Sind die Kapazitäten eines Verkehrsnetzes begrenzt können Fahrpläne nicht mehr eingehalten werden und dem Verkehr droht das Chaos. Es wird immer schwieriger, den Verkehr im Fluss zu halten oder steuernd darauf einzuwirken. Neben dem Zuwachs von Staus nehmen die Umweltbelastungen zu und es steigen die Kosten für Logistik & Transport.
Aus ökologischen und ökonomischen Gründen kann ein weiterer Aus- und Neubau der Infrastruktur kaum noch begründet und realisiert werden. Daher gewinnt die effiziente Nutzung der Infrastruktur zunehmend an Bedeutung. Nur durch kompetente Verkehrsplanung und die Entwicklung einer umfassenden Verkehrssteuerungsstrategie kann das wachsende Bedürfnis der Gesellschaft nach Mobilität erfüllt werden. Zur Umsetzung einer modernen Mobilitätsstrategie sind gut organisierte Verkehrsleitzentralen erforderlich.

## Aufgabe
Eine VLZ ist zuständig für die Überwachung, Sicherung und Steuerung der betreffenden Verkehrsmittel auf den Verkehrswegen des zugehörigen Verkehrsnetzes oder Teilen davon bzw. einzelnen Korridoren. Sie ist der Ort, an dem Informationen über das Verkehrsgeschehen gesammelt und ausgewertet werden, um regelnd und lenkend darauf eingreifen zu können. Daneben werden von der VLZ für die Öffentlichkeit und/oder die Verkehrsteilnehmer Hinweise und Warnungen zum Verkehrsträger verbreitet.
Grundlage bildet die Verkehrstelematik mit der kontinuierlichen, computerunterstützten Datenerfassung mit verschiedenen Erkennungs- und Ortungsverfahren (z. B. Radar oder Videokameras) und deren automatischer Übermittlung an die Verkehrsrechner in der VLZ. Gleichzeitig werden wichtige Umwelt- und Wetterdaten bei den einschlägigen Diensten abgefragt und eingespeist. Besonders im Luft- und Schiffsverkehr gibt es Zusatzinformationen zu den Verkehrsteilnehmern (Daten zu Größe, Position, Ziel, Ladung etc.). Diese werden z. B. bei der Schifffahrt mit dem
Automatic Identification System (AIS) per Funk übertragen. Damit stehen in Echtzeit die relevanten und aktuellen Verkehrsdaten (z. B. Geschwindigkeit, Standort, Richtung, Menge) zur Verfügung.
Alle Verkehrsdaten werden automatisch aufbereitet und dienen der Darstellung und Bewertung der aktuellen Verkehrslage. Daraus abgeleitet werden manuell oder automatisch Maßnahmen zur Verkehrsbeeinflussung (z. B. Geschwindigkeitsbeschränkung) und zur Verkehrslenkung (z. B. Sperrung von Fahrwegen, Ausweisung von Alternativwegen, Änderung der Beschilderung). Dies beinhaltet auch die Information sämtlicher Verkehrsteilnehmer des betreffenden Verkehrssystems. Falls erforderlich erfolgt bei einer Verkehrsstörung die Alarmierung von Hilfsdiensten (z. B. Polizei, Feuerwehr, Rettungsdienst, Abschleppdienst, Reparaturdienst) und die Koordination mit anderen Verkehrssystemen. Somit wird mit Hilfe einer VLZ für einen optimalen und sicheren Betrieb (Nutzung) eines Verkehrssystems auf dem zugeordneten Verkehrsnetz für die betroffenen Verkehrsteilnehmer mit ihren Verkehrsmitteln ermöglicht und gesorgt. Das Ziel ist die optimale Ausnutzung der verfügbaren Kapazität der betreffenden Verkehrswege.